# 원망

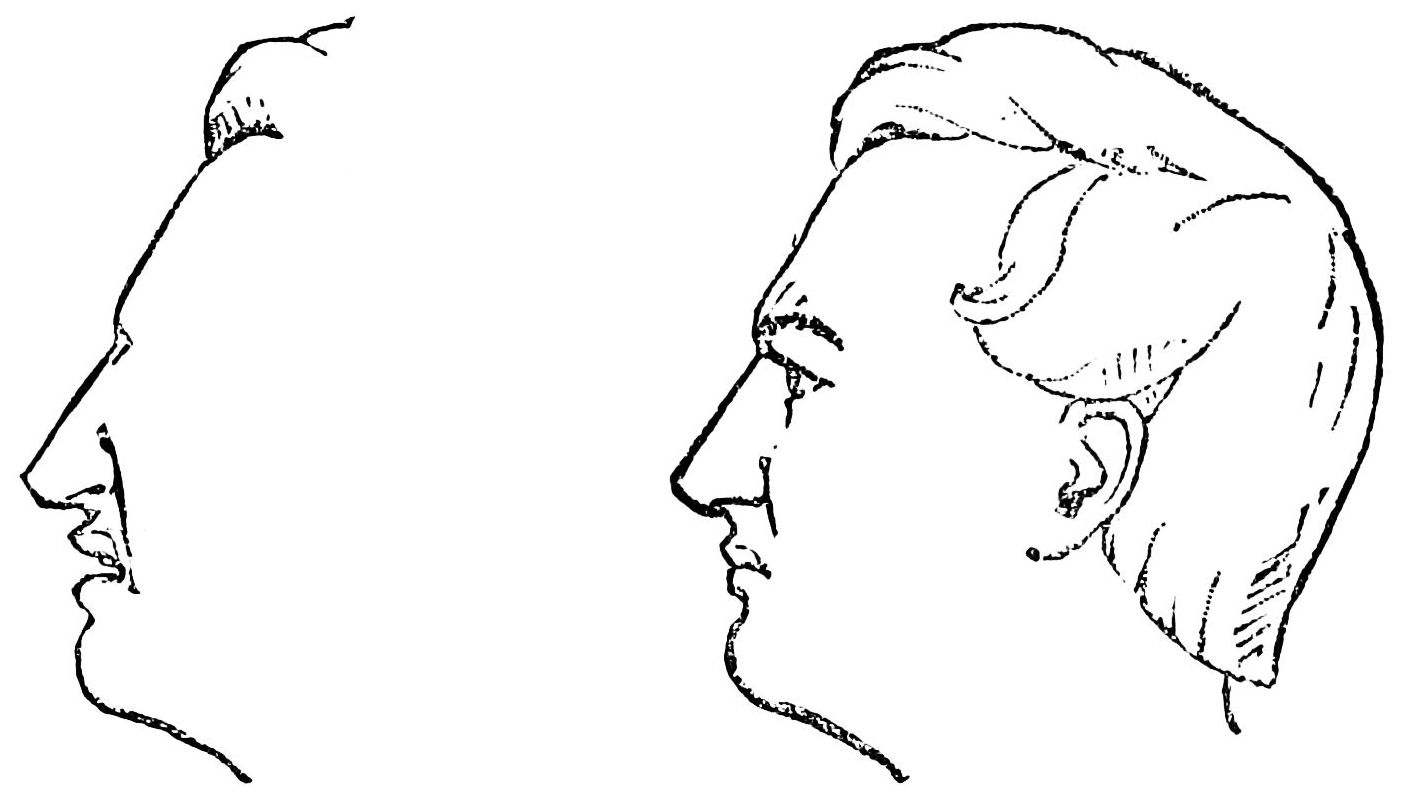

원망, 분함, 억울함은 여러 단계의 복잡한 정서이다. 실망, 혐오, 노여움의 혼합으로 설명된다. 다른 심리학자들은 이를 하나의 기분으로 간주하거나 모욕 및 상처의 표현으로 유도할 수 있는 2차 감정(인지 요소 포함)으로 간주한다.
원망에는 불공평함(사소한 것부터 매우 심각한 것까지)에 대한 인식과 불공정한 상황(예: 관계 또는 불리한 상황)에 대한 일반화된 방어가 내재되어 있다.

## 원인
원망은 개인이 인지한 잘못과 관련된 다양한 상황에서 발생할 수 있으며, 이는 종종 불공정이나 굴욕의 표현으로 촉발됩니다. 원망의 일반적인 원인에는 어떠한 항의도 표명하지 않고 부정적인 대우를 받아들이는 등 공개적으로 굴욕적인 사건이 포함됩니다. 정기적인 차별이나 편견의 대상이 된 것 같은 느낌, 부러움/질투, 다른 사람에게 이용당하거나 이용당하고 있다는 느낌 등이 그것이다. 성과가 인정되지 않는 반면, 다른 사람들은 열심히 일하지 않고도 성공합니다. 원망은 다른 사람의 정서적 거부, 다른 사람의 고의적인 당혹감 또는 경시, 다른 사람의 무지, 무시 또는 경멸과 같은 상호 작용에 의해 생성될 수도 있습니다.
원망은 또한 과거의 불만에 지속적으로 집중하거나(예: 상처받은 경험에 대한 불안한 기억) 감정을 정당화하려고 노력함으로써(예: 추가적인 생각/감정을 통해) 발전하고 유지될 수 있습니다. 따라서 원망은 슬픔의 과정의 결과로 발생할 수 있으며 반추를 통해 지속될 수 있습니다.

## 같이 보기
- 노여움
- 견유주의
- 용서
- 후회
- 복수
- 고통 (감정)